# Shuangta (socken i Kina)
Shuangta (kinesiska: 双塔, 双塔乡) är en socken i Kina. Den ligger i provinsen Henan, i den centrala delen av landet, omkring 110 kilometer öster om provinshuvudstaden Zhengzhou. Antalet invånare är 27 805. Befolkningen består av 13 626 kvinnor och 14 179 män. Barn under 15 år utgör 21,0 %, vuxna 15-64 år 70 %, och äldre över 65 år 7,0 %.
Genomsnittlig årsnederbörd är 702 millimeter. Den regnigaste månaden är juli, med i genomsnitt 190 mm nederbörd, och den torraste är januari, med 5 mm nederbörd.